# Martes vetus
Martes vetus — вид хижих ссавців з роду куниця (Martes). Скам'янілості знайдено в плейстоценових і голоценових шарах Європи (Англія, Австрія, Німеччина, Чехія, Польща, Угорщина, Нідерланди, Норвегія, Данія, Швейцарія, Бельгія, Болгарія, Франція, Італія, Румунія). Martes vetus вважається предком сучасних видів Martes martes і Martes zibellina.